# Acquis de Schengen

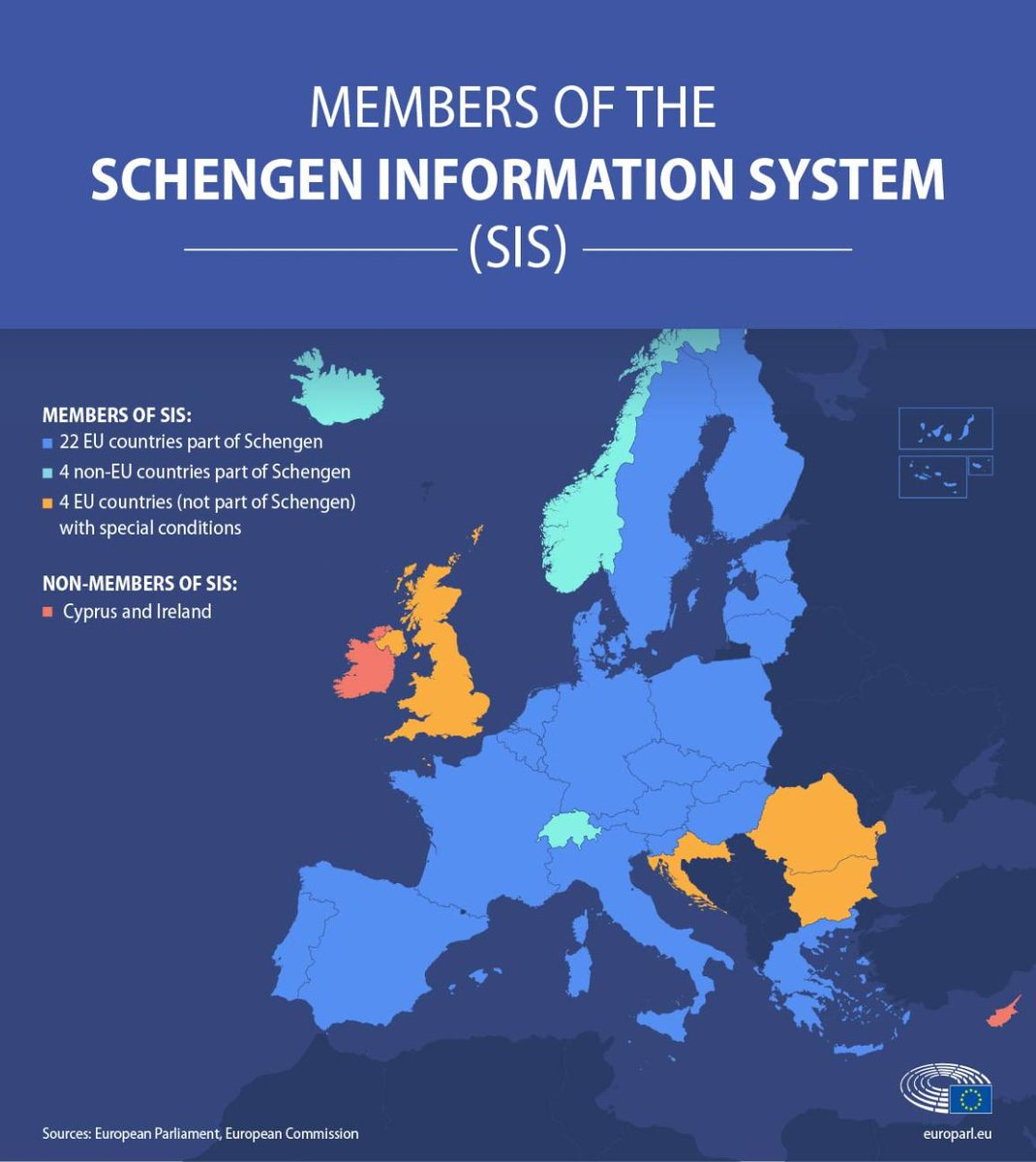
Carte de l'Europe montrant les pays membres, les pays associés et les non-membres des Acquis de Schengen (2018)

L'acquis de Schengen est un ensemble de règles et règlements, intégrés dans le droit de l'Union européenne, qui règlent la zone dite « espace de liberté, de sécurité et de justice » (ELSJ) et les relations entre les États qui ont signé la Convention de Schengen. L'ELSJ est souvent confondu avec l'espace Schengen, le premier désignant la libre circulation, le second désignant les mesures de sécurité prises afin d'assurer la libre circulation.

## Définition
L'acquis de Schengen comprend :
- l'Accord de Schengen, signé le 14 juin 1985 par les pays du Benelux, l'Allemagne et la France ;
- la Convention de Schengen, en application de l'Accord de Schengen, signé le 19 juin 1990 ;
- des accords d'adhésion à la Convention de Schengen par l'Italie, l'Espagne, le Portugal, la Grèce, l'Autriche, le Danemark, la Finlande et la Suède ;
- les décisions du Comité exécutif et du Groupe central.

## Histoire

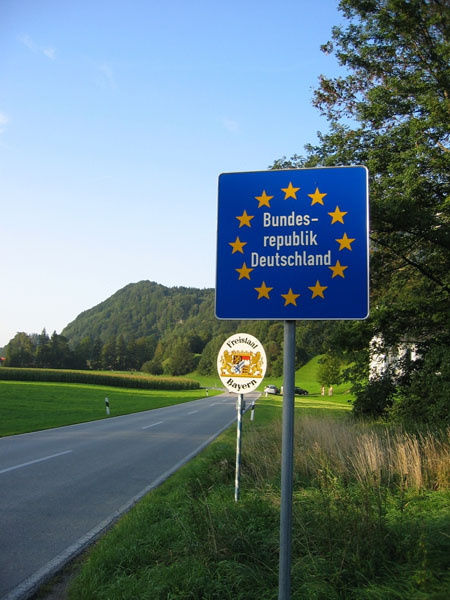
Un signe typique de Schengen à la frontière entre l'Allemagne et l'Autriche, qui ne prévoit pas de points de contrôle.

L'acquis de Schengen est fondé sur l'Accord de Schengen (14 juin 1985) et la Convention d'application de l'Accord de Schengen (19 juin 1990), signé par les trois pays du Benelux, l'Allemagne et la France.
La Convention a ensuite rejoint plusieurs États membres de l'Union européenne : Italie (1990), Espagne et Portugal (1991), la Grèce (1992), l'Autriche (1995), le Danemark, la Finlande et la Suède (1996).
Le traité d'Amsterdam, qui est entré en vigueur le 1er mai 1999, incorpore le système de Schengen dans l'Union européenne ; avec la Décision 1999/435/CE du Conseil de l'Union européenne du 20 mai 1999, il a été adopté parmi la liste des éléments qui composent l'acquis de Schengen.

## Compléments